# Music City 200 1965
Music City 200 1965 var ett stockcarlopp ingående i Nascar Grand National Series (nuvarande Nascar Cup Series) som kördes 3 juni 1965 på den 0,5 mile (804,672 meter) långa ovalbanan Nashville Fairgrounds i Nashville i Tennessee. Totalt avverkades 100 miles (160,934 km) fördelat på 200 varv. Banunderlaget var asfalt. Loppet vanns av Dick Hutcherson i en Ford på tiden 1:24.03 körande för Holman-Moody. Hutchersons snitthastighet var 71,386 mph. Han var vid målgång ensam förare på ledarvarvet, ett varv före tvåan Ned Jarrett. Prispotten uppgick till 4 140 dollar, varav 1 000 dollar gick till segraren.

## Resultat
| Plc     | Nr | Förare          | Team/ bilägare    | Konstruktör | Start | Varv | Ledda varv |
| ------- | -- | --------------- | ----------------- | ----------- | ----- | ---- | ---------- |
| 1       | 29 | Dick Hutcherson | Holman-Moody      | Ford        | 2     | 200  | 0          |
| 2       | 25 | Ned Jarrett     | Jabe Thomas       | Ford        | 4     | 199  | 0          |
| 3       | 19 | J.T. Putney     | Herman Beam       | Chevrolet   | 6     | 199  | 0          |
| 4       | 34 | Wendell Scott   | Scott Racing      | Ford        | 5     | 196  | 0          |
| 5       | 97 | Henley Gray     | Gene Cline        | Ford        | 11    | 177  | 0          |
| 6       | 60 | Doug Cooper     | Bob Cooper        | Ford        | 9     | 176  | 0          |
| 7       | 62 | Raymond Carter  | Arrington Racing  | Dodge       | 12    | 170  | 0          |
| 8       | 49 | G.C. Spencer    | GC Spencer Racing | Ford        | 3     | 128  | 0          |
| 9       | 31 | Cale Yarborough | Sammy Fogle       | Ford        | 7     | 78   | 0          |
| 10      | 17 | Junior Spencer  | Jerry Mullins     | Ford        | 13    | 46   | 0          |
| 11      | 68 | Bob Derrington  | Bob Derrington    | Ford        | 10    | 46   | 0          |
| 12      | 00 | Tom Pistone     | Emory Gilliam     | Ford        | 1     | 42   | 0          |
| 13      | 38 | Wayne Smith     | Archie Smith      | Chevrolet   | 15    | 12   | 0          |
| 14      | 89 | Neil Castles    | Buck Baker Racing | Oldsmobile  | 14    | 5    | 0          |
| 15      | 68 | Buddy Arrington | Arrington Racing  | Dodge       | 8     | 1    | 0          |
| Källor: |    |                 |                   |             |       |      |            |